# Херман IV фон Роденщайн
Херман IV фон Роденщайн/фон Крумбах (на немски: Hermann IV von Rodenstein; Herman IV von Crumbach; * ок. 1392/пр. 1405; † сл. 1448) е благородник от род Роденщайн-Крумбах в Южен Хесен и Оденвалд.

## Произход и управление
Той е син на рицар Херман II фон Крумбах/Херман III фон Роденщайн († 1419) и съпругата му фон Берлихинген (* ок. 1368). Внук е на Еркингер I фон Крумбах/фон Роденщайн († 1379) и Хилгардис. Правнук е на Конрад фон Роденщайн/Крумбах († пр. 1340) и на фон Франкенщайн, дъщеря на рицар Конрад I фон Франкенщайн († сл. 1292) и Ирменгард фон Магенхайм († сл. 1292), дъщеря на Еркингер V фон Магенхайм († 1294/1308). Праправнук е на Херман I фон Роденщайн († сл. 1307) и съпругата му фон Крумбах (* ок. 1270), дъщеря на Рудолф фон Крумбах, господар на Роденщайн. Брат е на Конрад II фон Крумбах († 1442/1450) и на Еркингер фон Роденщайн († сл. 1439).
Главната му резиденция е замък Роденщайн, построен през средата на 13 век.

## Фамилия
Херман IV фон Роденщайн се жени ок. 1416 г. за Елизабет фон Хиршхорн (* ок. 1384; † 1436), вдовица на Клаус фон Оберщайн, внучка на Енгелхард II фон Хиршхорн († 1387), дъщеря на Еберхард II фон Хиршхорн-Цвингенберг († 1421) и Демуд Кемерер фон Вормс († 1425). Те имат пет деца:
- Херман фон Крумбах († сл. 1431)
- Еберхард фон Крумбах († 21 март 1461)
- Георг фон Крумбах († 28 септември 1466)
- Ханс III/Йохан III фон Роденщайн (* 6 януари 1418; † 26 април 1500, Рим), женен ок. 1480 г. за Анна фон Роденщайн-Лисберг (* ок. 1458), внучка на Херман III фон Роденщайн († 1435), дъщеря на Енгелхард фон Роденщайн († 1470), господар на Лисберг, и Юта фон Ербах († 1491); родители на:
  - Йохан IV фон Роденщайн († 22 март 1531), женен 1508 г. за Анна Байер фон Бопард († 28 юли 1560)
- Маргарета фон Крумбах († 3 ноември 1475), омъжена за Конрад VI фон Франкенщайн († сл. 1469)

## Галерия
- Герб на фон Крумбах, пр. 1492
- Останки от стените на замък Роденщайн
- Дворец Крумбах